# Jude Hill
Pour les articles homonymes, voir Hill.
Jude Hill est un acteur nord-irlandais. Il est connu pour son rôle principal dans le film Belfast de Kenneth Branagh, de 2021 basé sur l'enfance de Branagh, pour lequel Hill a remporté le Critics' Choice Award du meilleur jeune interprète.

## Biographie

### Jeunesse
Hill est né à Gilford, un village du Comté de Down près d'Armagh, de parents Shauneen et Darryl. Il a une sœur cadette et un frère cadet. Il a fréquenté l'école primaire St John,. Il a suivi des cours d'art dramatique à la Shelley Lowry School de Portadown dès l'âge de quatre ans.

### Carrière
Jude Hill a fait ses débuts au cinéma dans Belfast de Kenneth Branagh. L'histoire du film est principalement racontée à travers les yeux de son personnage, Buddy, « un enfant intelligent et joyeux de 9 ans et une version fictive de Branagh lui-même », comme le décrit Jeanette Catsoulis du New York Times. Jude Hill avait neuf ans lorsqu'il a été choisi pour jouer le rôle principal du film parmi 300 jeunes acteurs qui ont auditionné, dix lors du tournage et onze lors de la première du film en 2021.
Jude Hill a également joué le rôle principal dans le court métrage de la Seconde Guerre mondiale Rian, qui a été présenté en première au CineMagic 2021. En décembre 2021, Hill a signé avec United Talent Agency aux États-Unis.
En 2022, Jude Hill a fait ses débuts à la télévision dans Magpie Murders, une adaptation BritBox et PBS Masterpiece du roman policier de 2016 du même par Anthony Horowitz. Il retrouve ensuite Kenneth Branagh pour A Haunting in Venice, troisième volet de la série de films Hercule Poirot. La sortie est prévue en 2023.

## Filmographie
Sauf indication contraire, les informations mentionnées dans cette section peuvent être confirmées par la base de données cinématographiques IMDb,  présente dans la section « Liens externes ».

### Cinéma
- 2021 : Rian (court métrage) de Keith O'Grady : Rian McMurphy
- 2021 : Belfast de Kenneth Branagh : Buddy
- 2022 : Mandrake de Lynne Davison : Luke
- 2022 : Torn (court métrage) de Joe McStravick : Luke
- 2023 : Mystère à Venise (A Haunting in Venice) de Kenneth Branagh : Leopold Ferrier

### Télévision
- 2022 : Magpie Murders (série TV) - 4 épisodes : Sam Blakiston

## Distinctions
| Année | Récompense                                                                        | Catégorie                              | Œuvre   | Résultat   | Référence |
| ----- | --------------------------------------------------------------------------------- | -------------------------------------- | ------- | ---------- | --------- |
| 2021  | Prix du film indépendant britannique                                              | Performances révolutionnaires          | Belfast | Nomination | [ 12 ]    |
| 2021  | Cercle des critiques de cinéma de Floride                                         | Prix d'évasion                         | Belfast | Nomination | [ 13 ]    |
| 2021  | Association des journalistes de cinéma de l'Indiana                               | Évasion de l'année                     | Belfast | Nomination | [ 14 ]    |
| 2021  | Société des critiques de cinéma de Las Vegas                                      | Jeunesse dans le cinéma - Homme        | Belfast | Lauréat    | [ 15 ]    |
| 2021  | Association des critiques de cinéma du nord du Texas                              | Meilleur nouveau venu                  | Belfast | Nomination | [ 16 ]    |
| 2021  | Société des critiques de cinéma de Phoenix                                        | Meilleure performance d'un jeune       | Belfast | Lauréat    | [ 17 ]    |
| 2021  | Association des critiques de films de la région de Washington DC                  | Meilleure performance jeunesse         | Belfast | Nomination | [ 18 ]    |
| 2022  | Association des critiques de cinéma de Columbus                                   | Artiste de cinéma révolutionnaire      | Belfast | Finaliste  | [ 19 ]    |
| 2022  | Prix du film Critics 'Choice                                                      | Meilleur jeune acteur / actrice        | Belfast | Lauréat    | [ 20 ]    |
| 2022  | DiscutingFilm Critic Awards                                                       | Meilleure première performance         | Belfast | Nomination | [ 21 ]    |
| 2022  | Georgia Film Critics Association (Association des critiques de cinéma de Géorgie) | Prix de la percée                      | Belfast | Nomination | [ 22 ]    |
| 2022  | Association des critiques d'Hollywood                                             | Prix du nouveau venu                   | Belfast | Lauréat    | [ 23 ]    |
| 2022  | Critiques de la Société internationale du film                                    | Meilleure performance jeunesse         | Belfast | Nomination | [ 24 ]    |
| 2022  | Prix du cinéma et de la télévision irlandais                                      | Acteur principal dans un film          | Belfast | Nomination | [ 25 ]    |
| 2022  | Cercle des critiques de cinéma de Londres                                         | Jeune interprète britannique/irlandais | Belfast | Nomination | [ 26 ]    |
| 2022  | Association des critiques de cinéma de Music City                                 | Meilleur jeune acteur                  | Belfast | Lauréat    | [ 27 ]    |
| 2022  | Association du cinéma et de la télévision en ligne                                | Meilleure performance jeunesse         | Belfast | Nomination | [ 28 ]    |
| 2022  | Société des critiques de cinéma de San Diego                                      | Meilleur acteur                        | Belfast | Nomination | [ 29 ]    |
| 2022  | Société des critiques de cinéma de San Diego                                      | Meilleure performance jeunesse         | Belfast | Lauréat    | [ 30 ]    |
| 2022  | Société des critiques de cinéma de San Diego                                      | Artiste révolutionnaire                | Belfast | Finaliste  | [ 30 ]    |
| 2022  | Société des critiques de cinéma de Seattle                                        | Meilleure performance jeunesse         | Belfast | Nomination | [ 31 ]    |